# Московский политехнический колледж
Московский политехнический колледж — государственное бюджетное образовательное учреждение среднего профессионального образования Москвы. Создан в 1932 году. Территориальное расположение — Юго-Восточный Административный округ г. Москвы, район Лефортово, ул. Красноказарменная, д.10а, филиал: ул. Подъемная, 15. Лицензия на право образовательной деятельности № 311587, серия А, регистрационный № 025543, действительно с 18 марта 2009 г. по 18 марта 2014 г. Государственная аккредитация — регистрационный № 0319, серия 77 № 000319, действительно с 15 апреля 2009 по 15 апреля 2014 г. С 1 января 2012 года изменен тип учреждения на бюджетное.

## Создание
Государственное образовательное учреждение среднего профессионального образования «Московский политехнический колледж» создано Решением Правления Всесоюзного объединения Спецсталь Народного Комиссариата тяжёлой промышленности СССР от 23 декабря 1930 года при Московском металлургическом заводе «Серп и Молот». Набор студентов начал осуществляться в 1932 году. Старое название колледжа «Московский металлургический техникум». В 1993 году Приказом Министерства образования Российской Федерации № 93 от 22.03.93 г. Московскому металлургическому техникуму присвоен статус колледжа и он переименован в Московский политехнический колледж. На основании постановления Приказа Министерства образования Российской Федерации от 29.03.1993 г. Московский политехнический колледж передан в ведение Комитета Российской Федерации по металлургии.
В 2005 году во исполнение политики регионализации образования в России, на основании распоряжения Правительства Российской Федерации от 03.12.2004 г. № 1565 и постановления Правительства Москвы от 03.05.2005 г. № 285-ПП «О приёме в ведение города Москвы государственных образовательных учреждений начального и среднего профессионального образования и в государственную собственность города Москвы имущества передаваемых государственных образовательных учреждений начального и среднего профессионального образования» Московский политехнический колледж передан в ведение Департамента образования города Москвы.

## Проезд
до головного здания, Красноказарменная улица, д. 10а:
- От станции метро  Авиамоторная: автобус № 730, троллейбус № 24, трамваи № 24, 37, 43, 50 до ост. «Лефортовский вал»;
- От станций метро  Площадь Ильича,  Римская: автобус № 730 до ост. «Лефортовский вал»;
- От станции метро  Бауманская: трамваи 37, 50 до ост. «Лефортовский вал».

до филиала, Подъёмная улица, д. 15:
- От станций метро  Площадь Ильича,  Римская: автобус № 340 до остановки «ул. Душинская»;
- От станции метро  Авиамоторная: автобус № 759 до остановки «Шепелюгинский переулок», далее пешком.

## Профессии и специальности

### Начальное профессиональное образование (на базе 9 классов)
190000. Транспортные средства.
- 190060. Эксплуатация транспортно-технологических машин и комплексов
  - 190631.01 Автомеханик
    - Квалификация: автомеханик 3-й разряд
    - На базе 9 классов — 3 года

070000. Культура и искусство
- 072500. Дизайн
  - 072500.02 Ювелир
    - Квалификация: ювелир 4-й разряд
    - На базе 9 классов — 3 года

220000. Автоматика и управление
- 220700. Автоматизация технологических процессов и производств
  - 220703.01 Наладчик контрольно-измерительных приборов и автоматики
    - Квалификация: наладчик КИП и А 4-й разряд
    - На базе 9 классов — 3 года

- - 220703.02 Слесарь по контрольно-измерительным приборам и автоматике
    - Квалификация: слесарь КИП и А 3-й разряд
    - На базе 9 классов — 3 года

- - 220703.03 Электромонтер пожарно-охранной сигнализации
    - Квалификация: электромонтер ПОС 4-й разряд
    - На базе 9 классов — 3 года

### Среднее профессиональное образование (на базе 9, 11 классов)
220000. Автоматика и управление
- 220700. Автоматизация технологических процессов и производств
  - 220703 Автоматизация технологических процессов и производств (по отраслям)
    - Квалификация: техник, старший техник
    - На базе 9 классов — 3 года 10 месяцев
    - На базе 11 классов — 2 года 10 месяцев
- 221400. Управление качеством
  - 221413 Техническое регулирование и управление качеством
    - Квалификация: техник
    - На базе 9 классов — 3 года 10 месяцев
    - На базе 11 классов — 2 года 10 месяцев

140000. Энергетика, энергетические машины и электрика
- 140400. Электроэнергетика и электротехника
  - 140448 Техническая эксплуатация и обслуживание электротехнического и электромеханического оборудования (по отраслям)
    - Квалификация: техник, старший техник
    - На базе 9 классов — 3 года 10 месяцев
    - На базе 11 классов — 2 года 10 месяцев

150000. Металлургия, машиностроение и металлообработка
- 151000. Технологические машины и оборудование
  - 151031 Монтаж и техническая эксплуатация промышленного оборудования (по отраслям)
    - Квалификация: техник, старший техник
    - На базе 9 классов — 3 года 10 месяцев
    - На базе 11 классов — 2 года 10 месяцев

- 150400. Металлургия
  - 150406. Литейное производство черных и цветных металлов
    - Квалификация: техник, старший техник
    - На базе 9 классов — 3 года 10 месяцев
    - На базе 11 классов — 2 года 10 месяцев

080000. Экономика и управление
- 080100. Экономика и управление
  - 080114 Экономика и бухгалтерский учет (по отраслям)
    - Квалификация: бухгалтер
    - На базе 9 классов — 3 года 10 месяцев
    - На базе 11 классов — 2 года 10 месяцев

- 080200. Менеджмент
  - 080214 Операционная деятельность в логистике
    - Квалификация: менеджер
    - На базе 9 классов — 3 года 10 месяцев
    - На базе 11 классов — 2 года 10 месяцев

Профессиональная подготовка
- 00102 Организация обслуживания в сфере сервиса
  - Квалификации: Документоведение и документационное обеспечение управления (На базе 11-го класса), Современные методы анализа и моделирование систем управления (На базе СПО)
- 80501 Информационно-коммуникационные обеспечения в профессиональной деятельности
  - Квалификация: Информационно-коммуникационные обеспечения в профессиональной деятельности (На базе СПО)

## Выпускники колледжа
- Почётный металлург РСФСР П. П. Емельянов;
- Депутат Верховного совета РСФСР, Герой Социалистического Труда А. Ф. Серков;
- Главный энергетик завода «Серп и Молот» Евгений Михайлович Шабунин;
- Кандидат технических наук Александр Сергеевич Болеух
- Герои Социалистического Труда:
  - Б. В. Чуканов,
  - В. И. Дюжев,
  - В. В. Клюев.
- Кавалеры орденов «Трудового Красного Знамени» и «Знак Почёта»:
  - Н. И. Шонин;
  - Е. В. Мешков;
  - А. И. Мачин;
  - Р. В. Какабадзе.